# Le Pacte (Jérôme K. Jérôme Bloche)
Pour les articles homonymes, voir Le Pacte.
Le Pacte est le 13e album de la série de bande dessinée Jérôme K. Jérôme Bloche d’Alain Dodier. L'ouvrage est publié en 1998.